# Polača
Polača är en ort i Kroatien.   Den ligger i länet Zadars län, i den södra delen av landet, 200 km söder om huvudstaden Zagreb. Polača ligger 118 meter över havet och antalet invånare är 1 122.
Terrängen runt Polača är platt åt sydväst, men åt nordost är den kuperad. Runt Polača är det ganska glesbefolkat, med 40 invånare per kvadratkilometer. Närmaste större samhälle är Biograd na Moru, 9,8 km sydväst om Polača. Trakten runt Polača består till största delen av jordbruksmark.